# Gornja Dubrava (Zágráb)
Gornja Dubrava Zágráb városnegyede Horvátországban, a főváros északkeleti részén. A mai városnegyed Zágráb Város 1999. december 14-i statutumával jött létre.

## Fekvése
Zágráb városközpontjától 4 km-re kelet-északkeletre fekszik. Magában foglalja Zágráb város északkeleti részét és Szeszvete korábbi városi településnek (korábban önálló települést képezett) Dubec nevű részét. A délről Donja Dubrava városrész, a nyugatról Maksimir, az északnyugatról Podsljeme, északkeletről és keletről pedig Szeszvete határolja. A terület északi részén, a Podsljeme városrésszel határos területen évszázadok óta léteznek olyan korábban önálló települések, mint Čučerje, Oporovac, Branovac, Jalševac, Čugovac, Dankovac, Miroševac, Novak, Novoselac és Granešina.
A városnegyed területe észak-déli irányban rendkívül hosszan nyúlik el, domborzata pedig nagyon változatos. A terület nagy részét Medvednica lejtői foglalják el, amelyeket a Trnava, a Čučerska Reka és a Branovec-patakok völgyei szelnek át. Ezek a völgyek vezetnek a város ezen részének legfontosabb útjaihoz: nyugaton a Miroševečka cesta, a központi részen a Sunekova ulica és Čučerska cesta, a terület keleti részén pedig a Novoselečki út és Branovečka cesta. A terület déli ötöde sík terület. Az északi rész nagyobb része, amely a Medvednica Természetvédelmi Parkhoz tartozik, a dombos táj jellegzetességeivel rendelkezik.

## Településrészei
Ma Gornja Dubrava a következő településrészeket foglalja magában: Branovec – Jalševec, Čučerje, Dankovec, Dubec, Dubrava – központ, Gornja Dubrava, Granešina, Granešinski Novaki, Miroševec, Novoselec, Oporovec, Trnovčica és Zeleni brijeg.

## Története
Dubrava szűkebb területétől eltérően, a szerény mennyiségű régészeti leletekből ítélve, a mai Podsljeme városrésszel határos területének egyes részeit már a középkorban lakták. A 13. és 14. századból származó írásbeli dokumentumok már említik a mai Gornja Dubrava legrégebbi településeit, amelyek akkoriban mind egyházi tulajdonban voltak: Čučerje első említése 1201-ben, Oporovecé 1217-ben, Branovecé, Čugovecé, Dankovecé és Jalševecé 1328-ban, Miroševecé, Novakié és Novoselecé pedig 1334-ben történt. Granešinát a 16. században említik először, míg Medvedski breg, Slanovec és Trstenik a 17. és 18. században bukkan fel először. A 19. században az egész területet közigazgatásilag két községre osztották, amelyek Zágrábhoz tartoztak. Ezen községek, valamint a plébániák székhelyei Čučerje és Granešina voltak. Az 1862. évi kataszteri térkép szerint akkoriban ezek még falvak voltak, legfeljebb néhány tucat lakóépülettel, többnyire faépületekkel. Így Čučerje faluban abban az időben csak egy téglából épített templom és iskola, valamint négy téglaépület és mintegy harminc faépület volt szétszórtan a hegyekben. Granešina akkor körülbelül húsz lakóépülettel rendelkezett, amelyek közül csak három volt téglaépítésű. 1869-ben a terület falvainak összesen 3600 lakosa volt.
Dubrava (a városnegyed ma legnépesebb része) települését az írásbeli dokumentumokban 1842-ben említik először, amikor csak kilenc lakos élt benne. A 19. század teljes második felében a település lakosainak száma nem haladta meg a 25 főt. A terület intenzívebb betelepítését az 1930-as években a Janeković-féle parcellázás néven ismert földosztás előzte meg, amelynek során egy alig több mint 200 hektáros földterületet osztottak fel a mai Dubrava utca, a Gojko Šuška sugárút, az Oporovečka és a Grižanska utca között. Az akkori zágrábi sajtó úgy kísérte figyelemmel ezt a parcellálást, mint az új Dubravnik létrehozását. Az új települést az első években nagyon lassan építették, mert abban az időben még nem volt kiépített infrastruktúra. (Csak 1935-ben kapta meg Dubrava egy kisebb része elektromos áramot.) A település növekedése a második világháború után gyorsult fel igazán, amelyhez jelentősen hozzájárult a Maksimir és Dubrava közötti villamosvonal építése. 1949-ben megkezdődött a Studentskoga grada (diákváros) építése. Ugyanakkor egyre több kis családi ház is épül. Azokban az években épült az úttörő vasút (Pionirska željeznica), amely a Trnava-patak völgyének mentén, a diákvárostól a Slanovacig és a szomszédos Markuševačka Trnavaig húzódott és összekapcsolta a Podsljeme településeinek egy részét a terület újonnan kialakuló központjával. 1971-ben a mai Gornja Dubrava területén a lakosok száma már a jelenleginek hozzávetőlegesen felét elérte. Ugyanakkor, nem is olyan régen a polgárok háromnegyede Dubrava szűkebb területén élt, és a Podsljeme településeinek teljes népessége még mindig nem éri el a nyolcezret. Az emberek rendkívül intenzív letelepedése ezen a területen, gyakorlatilag a volt Jugoszlávia teljes területéről mind a mai napig folytatódik. A lakosság több mint háromnegyede a kerület legdélebbi ötödik részében koncentrálódik. Érdekes, hogy ez a terület a múlt század harmincas éveiben még gyakorlatilag lakatlan volt és nagyrészt tölgyerdők borították (innen a Dubrava neve).

## Gazdaság
Noha a Gornja Dubrava elsősorban mindig is lakónegyed volt, a múlt század második felében a jellegzetes gazdasági tevékenységeiről is híressé vált. A Zágrábi buszgyár évtizedek óta működik a diákvárosban, egy kilométerre nyugatra pedig a híres Jadran-film és a Croatia Records (korábban Jugoton) üzemel. Dubravában a hagyományosan erősek magánvállalkozások, különösen a kereskedelem és a szolgáltatások terén, melyek a közelmúltban jelentősen bővültek.

## Sport
Az NK Dubrava Zagreb labdarúgóklubot 1945-ben alapították. A csapat jelenleg a horvát 2. ligában szerepel.